# Greda vára
 Greda vára (horvátul: Gradišta Greda), várhely Horvátországban, az Ivanska melletti Stara Plošćica határában.

## Fekvése
Stara Plošćica templomától mintegy 500 méterre keletre, a Dugačka gaj nevű erdő nyugati szélén, egy csatorna partján található.

## Története
A legrégibb forrás 1250-ben említi, amikor birtokosa Garicsi Diána volt. Az ő fiától itteni birtokaival együtt 1263-ban vásárolta meg Ruh ispán. 1288-ban már a Héder nembeli Kőszegi Iván nádor volt a birtokosa, aki ebben az évben Kőszegi Miklós bán egervári birtokaira cserélte el. 1317-ben a király szolgálatában álló Babonics András foglalta el a hűtlen birtokostól, valószínűleg ekkor pusztult el, mert többé nem említik.

## A vár mai állapota
A maradványok alapján Greda vára kör, vagy ellipszis alaprajzú volt. Ennek közepén egy 30 méteres élhosszúságú, négyszög alakú magaslat látszik, mely egy belső sánccal volt körülvéve. Ezt egy mesterséges árok választja el az ellipszis alakú külső sánctól. A várhely délnyugati és nyugati oldalán egy harmadik sánc maradványai figyelhetők meg.